# Kaltenbach (Adelsgeschlecht)

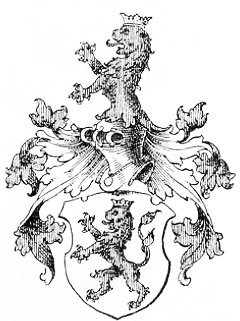
Wappen der Herren von Kaltenbach

Die Herren von Kaltenbach waren ein schwäbisches Adelsgeschlecht, das bereits um 1083 urkundlich nachgewiesen ist. Die Besitzungen befanden sich im späteren badischen Oberland mit Zentrum im oberen Kandertal um Bürgeln. Das Geschlecht ist in der männlichen Linie bereits 1159 ausgestorben.

## Bekannte Mitglieder des Geschlechts
Gemäß dem zeitnahen Chronicon Bürglense hatten Werner von Kaltenbach d. Ä. und seine Frau Ita drei Söhne und zwei Töchter. Von diesen werden im selben Chronicon nur Werner d. J. und Wibert mit Namen genannt sowie eine Tochter „H.“ Der im späten 14. Jahrhundert verfasste Liber Constructionis des Klosters St. Blasien nennt die Namen der zwei Töchter Himmeltrud und Ita und des dritten Sohnes Konrad. Der im 16. Jahrhundert durch Abt Caspar Molitoris verfasste Liber Originum des Klosters St. Blasien berichtet von einer dritten Tochter namens Hedwig, diese hat es jedoch gemäß den Forschungen von Adolf Schmidt-Clever und Florian Lamke nicht gegeben.
- Werner von Kaltenbach d. Ä. († 31. August 1125)[2] ⚭ Ita († 12. März 1126), nach ca. 1120 Nonne im Kloster Berau
  - Werner d. J. († 23. Januar 1159); Propst von St. Blasien
  - Wibert († 11. Februar, nach 1155); Prokurator und später Propst von Bürgeln
  - Konrad († wohl im Kindesalter)
  - Himeltrud; mglw. Nonne im Frauenkloster Sitzenkirch
  - Ita; Nonne im Kloster Berau

## Geschichte
Es wird von einer Stammburg nördlich des Weilers Kaltenbach berichtet. Die dortige Michaelskirche wurde im Jahre 1095 vom Bischof von Konstanz, Gebhard III. von Zähringen, geweiht.
Um 1120 tritt Werner von Kaltenbach d. Ä. unter dem Einfluss des in das Kloster St. Blasien geflohenen Bischofs von Konstanz, Gebhard III., in das Kloster ein. Etwa um 1125 vermacht sein lediger Sohn Wiprecht mit Einverständnis des Vaters und seines ebenfalls im Kloster St. Blasien lebenden Bruders Werner den gesamten Kaltenbachischen Besitz dem Kloster. Im Einzelnen werden dabei Eggenen, Kaltenbach, Sitzenkirch und das abgegangene „Eimuntal“ genannt. Hierzu gehört auch der Bürgelnberg, auf dem die Kirche des Dorfes Obereggenen stand, die dem Geschlecht der Kaltenbach als Grablege diente.
Die Ehefrau des Werner von Kaltenbach, Ita, trat 1120 in das Kloster Berau ein. Von dort wurde sie in das Kloster Sulzburg gesandt, um dort die Klosterzucht wiederherzustellen. Die beiden Töchter Itha und Himmeltrud traten wohl ebenfalls ins Kloster ein und begründeten möglicherweise die Zelle bei Sitzenkirch, die 1151 dem Kloster St. Blasien unterstellt wurde.
Werner von Kaltenbach d. J. trat auf dem Hoftag von Straßburg 1141 als Zeuge beim Vergleich zwischen dem Kloster St. Blasien und dessen Vogt Konrad I. von Zähringen einerseits und dem Hochstift Basel andererseits als Zeuge auf.

## Die Gründung der Propstei Bürgeln

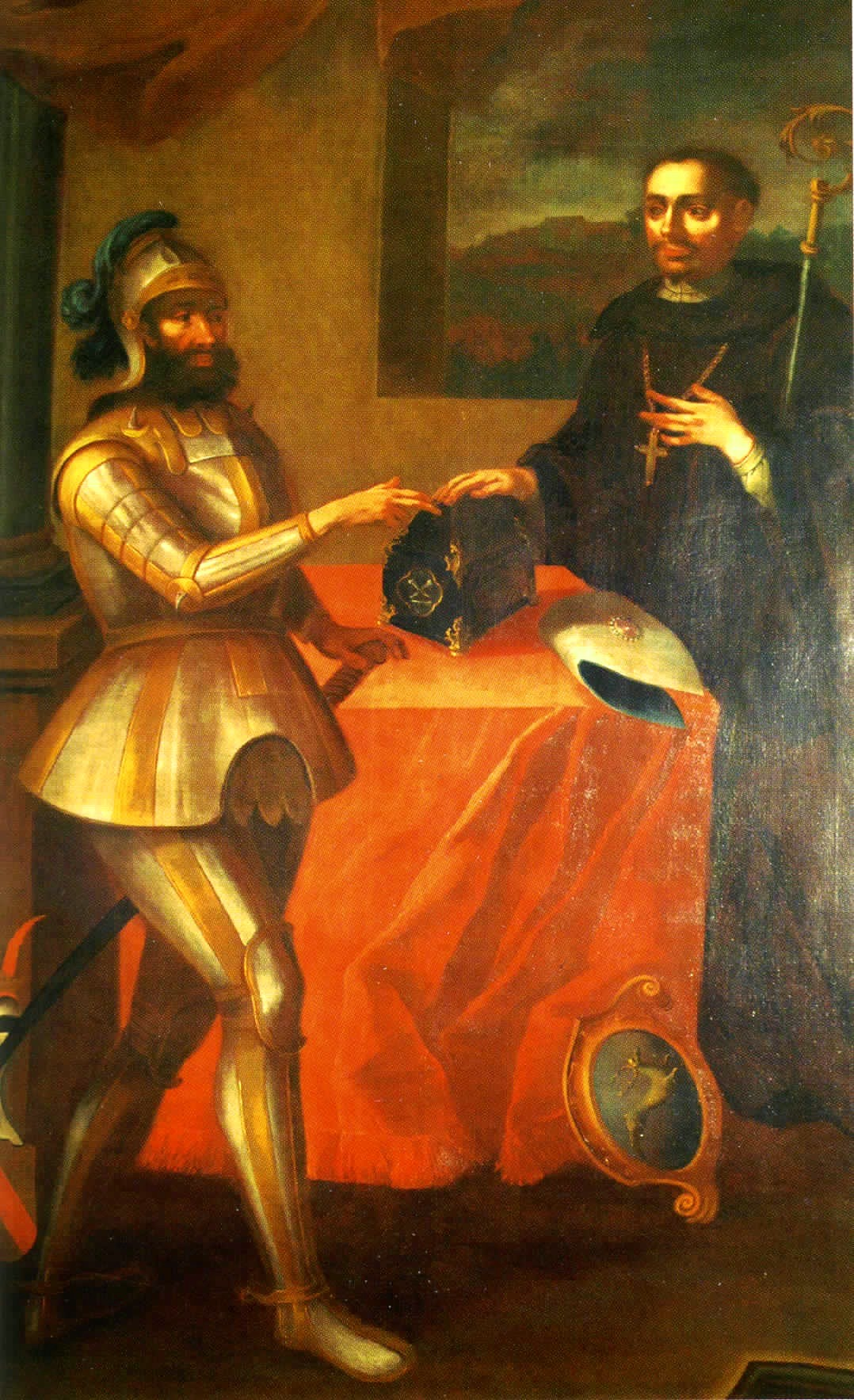
Werner von Kaltenbach übergibt dem Abt von Sankt Blasien seine Schenkung

Werner von Kaltenbach d. Ä. drängte Abt Rustenus von St. Blasien am Stammsitz der Kaltenbach eine Propstei zu gründen. Dessen Nachfolger, Berthold I. (1125–1141), sandte Werner von Kaltenbach d. J. zusammen mit zwei Klosterbrüdern nach Bürgeln um eine Klosterzelle zu begründen. Als wirtschaftliche Basis erhielt die Klosterzelle Besitzungen des Klosters St. Blasien in Obereggenen, Kaltenbach und Sitzenkirch zugewiesen. 1126 wurde aus der Klosterzelle eine Propstei und Werner von Kaltenbach d. J. wurde Propst. Der Bau einer größeren Kirche wurde geplant, aber erst 1136 erfolgte die Weihe. Die Geschichte der Gründung der Propstei stützt sich auf die zeitgenössische Chronik Chronicon Bürglense.